# Daisuke Satō (Fußballspieler, 1994)
Daisuke Caumanday Satō (* 20. September 1994 in Davao City) ist ein philippinischer Fußballspieler.

## Karriere

### Verein
Das Fußballspielen lernte Daisuke Satō in der Jugendmannschaft der Urawa Red Diamonds sowie auf der Sendai University in Shibata. Seinen ersten Vertrag unterschrieb er auf den Philippinen in Makati bei Global Makati. Dort gewann er die nationale Meisterschaft sowie den Ligapokal. Im Sommer 2016 zog es ihn dann nach Europa und er unterzeichnete einen Vertrag beim rumänischen Erstligisten FC Politehnica Iași. Hier spielte er bis 2017 und stand 24 Mal auf dem Spielfeld. 2017 wechselte er nach Dänemark zu AC Horsens. Nach nur drei Spielen ging er 2018 wieder nach Rumänien und schloss dich Sepsi OSK Sfântu Gheorghe, einem Erstligisten aus Sfântu Gheorghe, an. Im Juli 2019 wechselte er nach Thailand, wo er einen Vertrag bei Muangthong United unterschrieb. Der Verein aus Pak Kret, einem nördlichen Vorort der Hauptstadt Bangkok, spielte in der ersten Liga, der Thai League. Für den Erstligisten absolvierte er 17 Spiele. Im Juli 2021 nahm ihn der ebenfalls in der ersten Liga spielende Suphanburi FC unter Vertrag. Für den Verein aus Suphanburi stand er 14-mal in der ersten Liga auf dem Spielfeld. Nach der Hinrunde wechselte er im Januar 2022 zum Ligakonkurrenten Ratchaburi Mitr Phol und absolvierte dort erneut 14 Ligapartien. Nach Saisonende schloss er sich dann dem indonesischen Erstligisten Persib Bandung an. 2024 ging er zunächst zu Davao Aguilas in die Philippines Football League, um nach einem halben Jahr weiter zum konkurrierenden Verein One Taguig FC zu ziehen.

### Nationalmannschaft
2014 spielte Daisuke Satō dreimal in der U-21-Auswahl der Philippinen. Sein Debüt für die philippinischen A-Nationalmannschaft gab er am 11. April 2014 im Testspiel gegen Nepal (3:0). Bis heute lief der Abwehrspieler insgesamt 54 Mal für sein Land auf und erzielte dabei drei Treffer.

## Erfolge
- Philippinischer Meister: 2016
- Philippinischer Ligapokalsieger: 2016